# Paulette Doan
Paulette Doan, verh. Ormsby ist eine ehemalige kanadische Eiskunstläuferin, die im Eistanz startete.
Ihr Eistanzpartner war Kenneth Ormsby. Mit ihm nahm sie von 1962 bis 1964 an Weltmeisterschaften teil. 1963 gewannen Ormsby und Doan die Bronzemedaille und 1964 wurden sie Vize-Weltmeister hinter Eva Romanová und Pavel Roman aus der Tschechoslowakei. Danach wechselten sie zu den Profis und liefen für die Eisrevue Ice Follies. Später heirateten sie. Beide arbeiten heute als Trainer in Scarborough.

## Ergebnisse

### Eistanz
(mit Kenneth Ormsby)
| Wettbewerb / Jahr          | 1961 | 1962 | 1963 | 1964 |
| -------------------------- | ---- | ---- | ---- | ---- |
| Weltmeisterschaften        |      | 5.   | 3.   | 2.   |
| Kanadische Meisterschaften | 3.   | 3.   | 1.   | 1.   |